# Odessa (Schiff)
Die Odessa war ein 1975 in Dienst gestelltes Passagierschiff der staatlichen sowjetischen Reederei Black Sea Shipping Company, das sowohl für Kreuzfahrten, als auch im Liniendienst genutzt wurde. Sie sollte ursprünglich als Copenhagen für Paquet Cruises und die Danish Cruise Line fertiggestellt werden, ehe die Reedereien vom Bauvertrag zurücktraten und das Schiff in die Sowjetunion verkauft wurde. Bis zu seiner Ausmusterung im April 1995 war die Odessa weltweit im Einsatz und hierbei unter anderem zwischenzeitlich in den Vereinigten Staaten stationiert. Nach mehreren Besitzerwechseln und Umbenennungen ging das Schiff 2007 zum Abbruch ins indische Alang.

## Geschichte
Die Copenhagen entstand unter der Baunummer 1085 in der Werft von Vickers in Barrow-in-Furness und lief am 20. Dezember 1972 vom Stapel. Ursprünglicher Auftraggeber waren die französische Reederei Paquet Cruises und die Danish Cruise Line, welche das Schiff gemeinsam betreiben wollten. Der zuerst geplante Name des Schiffs, Prins Henrik Af Danmark, wurde später in Copenhagen umgeändert.
Nach dem Stapellauf wurde die Copenhagen zur Fertigstellung in die Werft von Swan Hunter geschleppt. Die Arbeiten am Schiff waren im Mai 1974 beendet, jedoch hatte im selben Jahr Paquet die Zusammenarbeit mit der Danish Cruise Line beendet und war aus finanziellen Gründen vom Vertrag zurückgetreten. Das Schiff wurde daher aufgelegt und zum Verkauf angeboten.
Neuer Eigner wurde im Mai 1975 die staatliche sowjetische Reederei Black Seas Shipping Company, die das Schiff unter dem neuen Namen Odessa zwischen Liverpool und Leningrad einsetzte. In den Wintermonaten war die Odessa für Kreuzfahrten auf dem US-Markt in den Vereinigten Staaten stationiert. Zwischen Juli und August 1978 ersetzte sie kurzzeitig die ältere Mikhail Kalinin auf der Linienstrecke zwischen Stockholm und Leningrad.
1982 musste die Odessa ihre Kreuzfahrten in den Vereinigten Staaten einstellen, nachdem der damalige US-Präsident Ronald Reagan sowjetischen Schiffen die Stationierung in den USA verbot. Fortan war sie überwiegend für Reisen in Europa im Einsatz. Nach dem Ende der Sowjetunion wurde das Schiff 1992 in der Ukraine registriert.
Am 12. April 1995 wurde die Odessa wegen offener Forderungen der Reederei in Neapel arrestiert und kehrte nicht wieder in den aktiven Dienst zurück. 1999 ging sie unter dem Namen Odessa I in den Besitz von Golden Globe Shipping mit Sitz in St. Vincent und die Grenadinen über, die sie wiederum 2001 an die ebenfalls dort ansässige Bowline Maritime verkauften. Während seiner 6 Jahre andauernden Aufliegezeit in Neapel blieben weiter mehrere ukrainische Besatzungsmitglieder an Bord des Schiffes, die dort unter schlechten Bedingungen und teil Stromversorgung an Bord lebten. Zwei Besatzungsmitglieder starben während der langen Liegezeit auf dem Schiff.
2002 kehrte das nun wieder in Odessa umbenannte Schiff in die Ukraine zurück und lag fortan in der namensgebenden Stadt Odessa auf. Bemühungen zum Erhalt und erneuten Einsatz blieben erfolglos. Nach weiteren vier Jahren Liegezeit wurde die Odessa schließlich im Dezember 2006 zum Abbruch nach Chittagong verkauft und für die Überführungsreise in Sydney umbenannt. Im Januar 2007 verkaufte der Eigner das Schiff an eine andere Abwrackwerft im indischen Alang, wo es schließlich am 19. Januar 2007 zum Abbruch eintraf.